# دموخ-روزونکی
دموخ-روزونکی (به لهستانی:  Dmochy-Rodzonki) یک روستا در لهستان است که در گمینا چژو واقع شده‌است.